# Belley
Belley és un municipi francès situat al departament de l'Ain i a la regió d'Alvèrnia-Roine-Alps. El 2018 tenia 9.122 habitants. És la capital de la regió històrica del Bugey.